# Masaaki Sawanobori
 (juin 2025).
Si vous disposez d'ouvrages ou d'articles de référence ou si vous connaissez des sites web de qualité traitant du thème abordé ici, merci de compléter l'article en donnant les références utiles à sa vérifiabilité et en les liant à la section « Notes et références ».
Masaaki Sawanobori (澤登 正朗, Sawanobori Masaaki), né le 12 janvier 1970 à Fujinomiya, est un footballeur japonais des années 1990 et 2000.

## Biographie
En tant que milieu de terrain, Masaaki Sawanobori fut sélectionné en équipe nationale à 16 reprises (1993-1994 et 1999-2000) pour trois buts inscrits. 
Il fit toute sa carrière au Shimizu S-Pulse, de 1992 à 2005, remportant une coupe nationale, une coupe de la Ligue, deux supercoupes du Japon et une Coupe d'Asie des vainqueurs de coupe en 2000. En 1993, il fut récompensé comme meilleur espoir de J. League et en 1999, il fit partie de la J. League Best Eleven.

## Palmarès
- Championnat du Japon de football
  - Vice-champion en 1999
- Coupe du Japon de football
  - Vainqueur en 2001
  - Finaliste en 1998, en 2000 et en 2005
- Coupe de la Ligue japonaise de football
  - Vainqueur en 1996
  - Finaliste en 1992 et en 1993
- Supercoupe du Japon
  - Vainqueur en 2001 et en 2002
  - Finaliste en 1999
- Super Coupe d'Asie de football
  - Finaliste en 2000
- Coupe d'Asie des vainqueurs de coupe
  - Vainqueur en 2000
- Meilleur jeune du championnat nippon
  - Récompensé en 1993
- J. League Best Eleven
  - Récompensé en 1999